# مبالا مبوتا بيسكوتي
لاكويا مبالا مبوتا بيسكوتي (بالفرنسية: Mbala Mbuta)‏ (مواليد 7 أبريل 1985 في زائير) لاعب كرة قدم كونغولي ديمقراطي دولي يجيد اللعب في خط الهجوم . يلعب حاليا لصالح نادي لوكارنو السويسري منذ سنة 2009 .

## روابط خارجية
- مبالا مبوتا بيسكوتي على موقع الاتحاد الدولي (مؤرشف)  (الإنجليزية)
- مبالا مبوتا بيسكوتي على موقع قاعدة بيانات كرة القدم.إي يو (الإنجليزية)
- مبالا مبوتا بيسكوتي على موقع ناشيونال فوتبول تيمز (الإنجليزية)
- مبالا مبوتا بيسكوتي على موقع عالم كرة القدم.نت (الإنجليزية)